# Lobocheilos thavili
Lobocheilos thavili és una espècie de peix cipriniforme de la família dels ciprínids que es troba a la conca del riu Chao Phraya (Tailàndia).